# Žofie Těšínská († 1569)
Žofie Těšínská (narozena mezi lety 1545/1547, nebo až po 1548, zemřela po 23. únoru 1569) – těšínská kněžna z rodu Piastovců (Těšínská větev Piastovců), jejím otcem byl Václav III. Adam a jeho první žena Marie Těšínská z Pernštejna.

## Život
Přesné datum narození není známo. Část historiků připouští, že přišla na svět v období konfliktu Václava III. Adama se svým tchánem Janem IV. z Pernštejna. Tedy mezi lety 1545 a 1547. Oproti jejím starším sourozencům její datum nebylo nalezeno v korespondenci s jejím dědem Janem IV. z Pernštejna. Další číst se kloní k tomu, že se Žofie narodila krátce po odluce manželů, což by posunulo datum narození po roce 1548.
Jméno dostala po své tetě, tedy již zemřelé sestře Václava III. Adama Žofii Těšínské († 1541).
Podle dobového historika Eleazara Tilische (1560–1612), Žofie zemřela v mladém věku. Její otce v dopise z 23. února 1569 informuje radu města Těšín o vážné nemoci své dcery a obrací se na radní s prosbou o zajištění a dodání potřebných léků.